# 極心聯合會
極心聯合會本部在大阪府東大阪市長堂3丁目-11-7，是日本指定暴力團六代目山口組的二次團體。正式與非正式成員約800多人；2019年11月13日 橋本弘文會長引退（被勸退，在高山青司出獄後），組織解散 。

## 略年表
- 1963年橋本弘文原本的南一家吉田組解散，橋本自組“橋本組”。
- 1976年在三代目山口組山健組若頭・盛力健兒（盛力會會長）的仲介下加入山口組山健組。
- 1983年改稱極心聯合會。
- 橋本就任二代目山健組若頭補佐
- 1987年橋本就任山健組代理若頭。
- 1989年橋本就任五代目山口組三代目山健組若頭。
- 2003年5月桑田兼吉入獄服刑確認，橋本升任山健組代理組長。
- 2005年4月5日 橋本升任五代目山口組直參。
- 2005年6月6日 橋本就任山口組若頭補佐[1]。
- 2005年7月5日 橋本任大阪南區域長。
- 2010年，五代目小山組加入極心聯合會，五代目小山組組長・政次丈二擔任極心聯合會本部舍弟頭補佐。
- 2012年4月，六代目山口組組織再造，橋本弘文就任統括委員長[2]。
- 2013年11月，原聯合會若頭極粹會・山下昇會長，升格為六代目山口組直系組長的人事決定。
- 2019年11月5日，原傘下組織兼一會會長・植野雄仁，升格為六代目山口組直系組長。
- 2019年11月13日，橋本弘文會長在六代目山口組若頭高山青司出獄後，同時期被內部高層勸退；原因乃橋本弘文會長出身於，已脫離六代目山口組，並爆發激烈對抗的山健組最高幹部之一[3]。

## 最高幹部
- 會長：橋本弘文（本名：姜弘文。六代目山口組統括委員長、原三代目山健組組長代行）
- 最高顧問：川喜田敏和
- 最高顧問：平野勇次（極勇會會長）
- 相談役：宇田充伸（廣伸實業組長）
- 相談役：是木君夫（是木組組長）
- 相談役：金山泰征（極一會會長）
- 相談役：渡邊二郎
- 若頭：浅野俊雄（極鬥會會長）
- 舍弟頭：伏見圭一（極成會會長）
- 本部長：大荒敏夫（極義會會長）
- 舍弟頭輔佐：池田静樹（池田總業組長）
- 舍弟頭輔佐：田口義淳（田口總業組長）
- 舍弟頭輔佐：古賀武文（二代目極亞會會長）
- 舍弟頭輔佐：三松猛（古賀組組長）
- 舍弟頭輔佐：政次丈二（五代目小山組組長）
- 若頭輔佐：上原祐二（二代目極朋會會長）
- 若頭輔佐：米田興史（極榮會會長）
- 若頭輔佐：三郎丸豐（豐總業組長）
- 若頭輔佐：住友靖典（二代目大京會會長）

（截至2013年時點）

## 旗下團體
- 二代目竹城組：愛知縣一宮市寶來町
- 二代目極亞會：大阪市天王寺區生玉町
- 二代目極朋會：茨城縣古河市
- 五代目小山組：和歌山縣和歌山市
- 古賀組：東京都足立區
- 極成會：三重縣
- 極鬥會
- 極義會
- 池田總業
- 田口總業
- 豐總業
- 二代目大京會

## 資料來源
1. ↑  山口組　橋本弘文若頭補佐の「判決公判」週刊実話2007/2 （页面存档备份，存于）
2. ↑  山口組　橋本弘文統括委員長(極心連合会会長)と渡辺二郎逮捕全真相 週刊実話2012 NO.48 （页面存档备份，存于）
3. ↑  極心連合会 橋本統括委員長引退の衝撃[]